# Crioulo de Casamansa

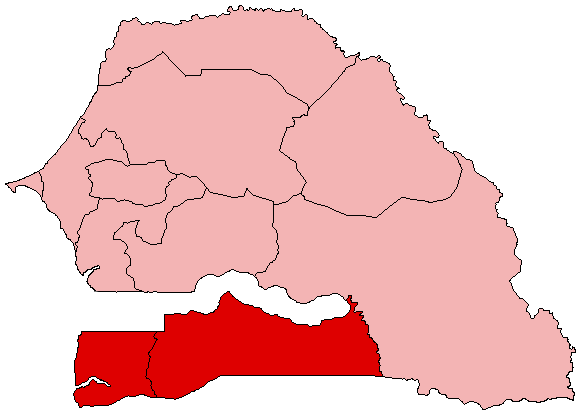
Casamansa (em vermelho), principal área onde o crioulo de Casamansa é falado.

O crioulo de Casamansa é uma língua crioula baseada no português que é considerado um dialeto do crioulo da Guiné-Bissau falado principalmente na região de Casamansa no Senegal e também na Gâmbia.

## História
A Guiné-Bissau foi descoberta pelos portugueses em 1446, mas somente em 1588 foi fundada Cacheu, primeira povoação portuguesa, administrativamente dependente de Cabo Verde, juntamente com Casamansa (atualmente pertencente ao Senegal), que era parte da colônia portuguesa da Guiné-Bissau até 1886. Altura em que, na sequência da Conferência de Berlim, uma convenção leva Portugal a ceder a cidade de Ziguinchor e a região de Casamansa para a França.
Apesar do estabelecimento de fronteiras com o governo francês em 1886, quando Ziguinchor deixou de estar sob o domínio português, a população local continuou falando uma variedade do crioulo de Cacheu, com influência do crioulo de Bissau (ambos variedades do crioulo da Guiné-Bissau), mas com características gramaticais e lexicais próprias.
Os fijus di terra eram os proprietários da terra, diferenciavam-se dos outros grupos étnicos por esta língua crioula, pela religião católica pelas maneiras, hábitos e roupas europeias. Talvez a característica mais destacada desta população era o bem conhecido Domingo de Ziguinchor no qual as pessoas iam à missa e andavam elegantemente de paletó e chapéu pelas ruas e jardins de Ziguinchor. Por isso, para os franceses, os crioulos fossem os interlocutores por excelência com o resto dos habitantes. E eles mesmos foram obrigados a aprender o crioulo, língua que era bem mais fácil que as outras línguas nativas para a aprendizagem de um europeu. Mesmo os funcionários da região norte que os franceses mandavam vir devido ao fato de serem mais escolarizados que os do sul, aprendiam rapidamente a falar o crioulo, este era a língua mais falado pelos habitantes, e até as outras etnias da região aprendiam o crioulo por ser a língua do comércio. Não só devido à proximidade com a Guiné-Bissau e ao contrabando que se fazia entre os dois países, mas ainda ao comércio do mercado local que atraia os camponeses do interior.
Atualmente os laços com a Guiné-Bissau ainda são muito fortes, desde laços familiares, sociais, religiosos e étnicos, de tal forma que em 1985 num questionário, 70% respondeu já ter visitado a Guiné-Bissau. E mesmo apesar do crioulo de Ziguinchor ser do tipo do crioulo de Cacheu a influência do de Bissau faz ainda presença em Ziguinchor. Para além dos fijus di terra terem vindos da Guiné-Bissau principalmente durante a guerra colonial muitos refugiados, como os Mandjak, os Manggne e os Pépel, também reforçaram a população crioula. Nas famílias mais ricas ainda é tradição se casar com membros das de Bissau ou Cacheu. Numa pirâmide que ilustra a estrutura social de Ziguinchor pode-se colocar quatro pilares: no mais alta os fijios di fidalgu a seguir os fijus di terra em seguida os Madjak vindos da Guiné-Bissau e por fim as outras etnias locais.
Durante a década de 1950 ocorreu o êxodo do campo para a periferia de Ziguinchor, e o crioulo tornou-se na língua de comunicação inter-étnica, e previa-se que esta seria uma forma de homogeneizar o sul do Senegal, Casamansa. Por outro lado as missões cristãs também usavam o crioulo como língua litúrgica o que fazia com que este tivesse na igreja mais um apoio para o seu fortalecimento e difusão.
Nos censos realizados em 1963, dos 42 mil habitantes de Ziguinchor, 35 mil, falavam o crioulo (83% da população total), e 30 mil possuíam o crioulo como língua materna (71,4%).
Após os 75 anos de domínio francês e de 37 anos de independência os Crioulos de Ziguinchor ainda são conhecidos como "Les portuguais" - "portuguis" na população local.
Porém, com o crescimento da cidade e o aparecimento dos subúrbios tirou a terra dos fijus di terra, deixando-os completamente na pobreza. Após a independência a situação mudou completamente, os crioulos eram vistos como cúmplices dos franceses. Os cargos públicos ocupados pelos crioulos foram substituídos pelos funcionários vindos da região norte que falavam a língua uolofe, e assim começou o declínio da população crioula de Ziguinchor que foram sempre a maioritária. De tal maneira que em 1985 apenas 37% das crianças que frequentavam a escola falavam o crioulo.
As diferenças étnicas e culturais entre os povos de Casamansa, da qual Ziguinchor é a capital, e dos povos da região norte do Senegal que são maioritariamente uolofes são muito grandes, motivo que leva Casamansa já há alguns anos a luta pela sua independência (desde 1982). Muitos historiadores veem neste fato uma herança dos conflitos luso-franceses sobre o território e que nomeadamente a Guiné-Bissau e o Senegal herdaram. São conhecidas as interferências das tropas senegalesas em território guineense mas ainda também tem que levar em conta a grande ligação afetiva que liga as populações de Casamansa e da Guiné-Bissau, esta ultima tentou servir de mediadora no conflito armado dos rebeldes do Movimento das Forças Armadas de Casamansa, mas a neutralidade da Guiné-Bissau nunca foi muito segura e a verdade é que o exército guineense tem fornecido armas ao movimento liderado por um padre de origem crioula Sengor (Senhor!). Os fijus di terra acabaram por apoiar os rebeldes e tem ainda por isso sido exterminados culturalmente, e por outro lado enfrentam uma assimilação senegalesa imposta. Ser crioulo era um estatuto privilegiado que já começado a desaparecer, pois passou a ser secundário em relação aos uolofes que anteriormente nem sequer existiam na região. Esta região é essencialmente habitada por povos Mandingas, Diolas e Pépel, estes não se confinam ao território de Casamansa mantendo uma ligação territorial com a Guiné-Bissau.

## Características
O crioulo de Casamansa faz parte dos crioulos de base portuguesa da Alta Guiné que também englobam os crioulos de Cabo Verde (variedades de Barlavento e de Sotavento), e da Guiné-Bissau.
Esta língua crioula foi formada a partir do contato entre os portugueses e habitantes nativos da região de Casamansa a partir do século XV ao final do século XIX, esta língua sintetizou o português e as culturas locais. O crioulo falado em Ziguinchor é do mesmo tipo que o da região de Cacheu (Guiné-Bissau, país que fica apenas a poucos quilômetros de distância dessa cidade), com alguns termos herdados do francês, sendo contudo mutuamente inteligível com os crioulos guineenses e mesmo cabo-verdianos.
As ligações da população crioula de Casamansa à Guiné-Bissau são tão grandes que até em Ziguinchor é percebido a influência do Crioulo da cidade de Bissau. A população falante do crioulo de Casamansa é em torno de 55 mil na sua maioria habitantes de Ziguinchor, mas ainda é encontrado muitos falantes em outras cidades situadas em Casamansa e também na Gâmbia.
Os crioulos falados na Guiné-Bissau e em Casamansa são considerados a mesma língua, porém existem diferenças resultadas devido o domínio de Casamansa ter sido transferido dos portugueses para os franceses em 1886. Esta condição histórico-política fez com que os casamansenses passassem a interagir mais com os outros senegaleses do que com os guineenses.

## Uso
Atualmente esse crioulo de base portuguesa é falado na região de Casamansa principalmente em Ziguinchor, onde é usado como primeira ou segunda língua pela maioria dos habitantes e nomes como da Silva, Carvalho ou Fonseca são comuns.
De fato acredita-se que o próprio nome dessa cidade é derivado da língua portuguesa a partir da expressão "Cheguei e choram", isto porque os nativos ao ver os barcos europeus chegarem choravam porque eles seriam vendidos como escravos.
Esta língua foi também favorecida na região quando à língua crioula se veio associar a identificação com a religião cristã, por oposição às religiões circundantes.

## Exemplo
A seguir o "Pai Nosso" em português e no crioulo de Casamansa:
- Português (de Portugal e do Brasil):

Pai Nosso, que estais nos Céus, santificado seja o Vosso nome, venha a nós o Vosso reino, seja feita a Vossa vontade assim na Terra como no Céu. O pão nosso de cada dia nos dai hoje. Perdoai-nos as nossas ofensas assim como nós perdoamos a quem nos tem ofendido, e não nos deixeis cair em tentação, mas livrai-nos do mal
- Crioulo de Casamansa

No Pape ki stana seu Pa bu nomi santificadu Pa bu renu thiga Pa bu bontadi fasidu riba di tera suma na seu Partinu aos pom di kada dia Purdanu no pekadus, suma no ta purda kilas ki iara nu ka bu disanu no kai na tentasom Ma libranu di mal Amen